# Zuera
Zuera ist eine Kleinstadt und Hauptort einer Gemeinde (municipio) mit 8.709 Einwohnern (Stand: 2024) in der spanischen Provinz Saragossa der Autonomen Gemeinschaft Aragonien. 
Der Name Zuera soll baskischen oder arabischen Ursprungs sein und Brücke oder Leuchtend bedeuten.

## Lage und Klima
Zuera liegt am Gállego etwa 25 Kilometer (Luftlinie) nordnordöstlich der Provinzhauptstadt Saragossa in einer Höhe von ca. 280 m. Es handelt sich um eine Schlafstadt für die nahe Großstadt, die erst in den vergangenen 25 Jahren expandiert ist. Das Klima ist gemäßigt; Regen (ca. 360 mm/Jahr) fällt mit Ausnahme der eher trockenen Sommermonate übers Jahr verteilt.
Durch die Gemeinde führt die Autovía A-23. Der Bahnhof wird über die Bahnstrecken Pau–Canfranc und 
Saragossa–Canfranc bedient. 

## Bevölkerungsentwicklung
| 1900 | 1910 | 1920 | 1930 | 1940 | 1950 | 1960 | 1970 | 1981 | 1991 | 2001 | 2008 | 2011 | 2020 |
| ---- | ---- | ---- | ---- | ---- | ---- | ---- | ---- | ---- | ---- | ---- | ---- | ---- | ---- |
| 2597 | 2834 | 3667 | 4046 | 3802 | 4714 | 5230 | 5052 | 5164 | 5206 | 5562 | 7288 | 7683 | 8576 |

Die Bevölkerung war in den Jahren des 19. und 20. Jahrhunderts weitgehend stabil und erlebte erst ab den 1990er Jahren einen erheblichen Anstieg.

## Wirtschaft
Jahrhundertelang lebten die Bewohner des Ortes direkt oder indirekt als Selbstversorger. Ende des 20. Jahrhunderts wurde Zuera auch zu einer Siedlung für Pendler nach Saragossa. 

## Gemeindepartnerschaften
Mit der französischen Gemeinde Ramonville-Saint-Agne im Département Haute-Garonne (Neuaquitanien) und mit der italienischen Gemeinde Trescore Balneario in der Provinz Bergamo (Lombardei) bestehen Partnerschaften.

## Persönlichkeiten
- Odón de Buen (1863–1945), Naturforscher und Ozeanograph

## Sehenswürdigkeiten
- Kirche San Pedro
- Einsiedelei Unserer Lieben Frau
- der Arc de la Mora, ein arabischer Bogen aus dem 12. Jahrhundert
- Nahe der Stadt liegt das Natura2000-Gebiet Montes de Zuera mit der höchsten Erhebung des La Lomaza (771 Meter)